# Saint-Privat, Corrèze
Saint-Privat este o comună în departamentul Corrèze din centrul Franței. În 2009 avea o populație de 1.117 de locuitori.

## Evoluția populației
| An        | 1975  | 1982  | 1990  | 1999  | 2006  | 2009  |
| --------- | ----- | ----- | ----- | ----- | ----- | ----- |
| Populație | 1.114 | 1.167 | 1.126 | 1.091 | 1.105 | 1.117 |